# Mattson Tomlin
Mattson Tomlin (Boekarest, 16 juli 1990) is een Roemeens-Amerikaans scenarioschrijver en filmproducent.

## Biografie
Mattson Tomlin werd in 1990 in de Roemeense hoofdstad Boekarest geboren, maar werd geadopteerd door Amerikanen en groeide op in Massachusetts. Hij behaalde in 2012 een diploma aan het conservatorium van de State University of New York (SUNY) in Purchase (New York). Van 2012 tot 2014 volgde hij ook een filmopleiding aan de American Film Institute (AFI).

## Carrière
Tijdens zijn studies schreef, regisseerde en producete hij verschillende lowbudgetfilms, waaronder een korte film gebaseerd op het kinderlied Solomon Grundy, een project dat hij later met behulp van crowdfunding uitbouwde tot een langspeelfilm.
Tomlin is een fan van comics en schrijft ook regelmatig filmscripts die tot het superheldengenre behoren. In de jaren 2010 belandde verschillende van zijn spec scripts op de Black List, een jaarlijkse lijst van beste onverfilmde scripts.
In 2017 dongen verschillende studio's mee naar de rechten op zijn script Power. Het project werd uiteindelijk door Netflix opgepikt, dat het nadien verfilmde onder de titel Project Power (2020). Samen met Matt Reeves schreef hij ook het scenario voor de superheldenfilm The Batman.

## Filmografie
- The Projectionist (2008)
- Solomon Grundy (2012)
- Project Power (2020)
- Little Fish (2020)
- Mother/Android (2021)